# Railway Cutting Cemetery
Railway Cutting Cemetery is een Britse militaire begraafplaats met gesneuvelden uit de Eerste Wereldoorlog. Ze ligt in de Franse gemeente Courcelles-le-Comte vlak bij de spoorlijn Paris-Nord – Lille zo’n 1500 m ten zuiden van het centrum (gemeentehuis). De begraafplaats werd ontworpen door William Cowlishaw. Ze heeft een langwerpig rechthoekig grondplan met een oppervlakte van 565 m² en wordt omsloten door een natuurstenen muur. Een eenvoudig metalen hek sluit de begraafplaats af. Het Cross of Sacrifice staat direct na de toegang in een door een haag en een vijftal neerwaartse treden afgescheiden deel van het terrein met de graven. De begraafplaats is bereikbaar via de Rue d'Achiet-le-Grand in Gomiécourt tot net over de spoorweg rechts langs een graswegel van 250 m. 
Er liggen 108 Britten waaronder 16 niet geïdentificeerde. Soldaat D.P.N. Kirwan wordt herdacht met een Special Memorial  omdat zijn graf niet meer gelokaliseerd kon worden en men neemt aan dat hij onder een naamloze grafzerk ligt.     
De begraafplaats wordt onderhouden door de Commonwealth War Graves Commission. 

## Geschiedenis
Het dorp Courcelles-le-Comte werd op 21 augustus 1918 door de 3rd Division ingenomen. Alle slachtoffers behoorden bij 2nd, de 3th, de 37th en de 63rd Divisions die in de omgeving sneuvelden tussen 1 en 31 augustus 1918.

## Onderscheiden militairen
- de korporaals W. Burns (The King's (Liverpool Regiment)), Johns Scott (Northumberland Fusiliers) en A. Eatough (Royal Garrison Artillery) en soldaat Arthur John Bidwell (Suffolk Regiment) werden onderscheiden met de Military Medal (MM).